# Platoul Stanovoi

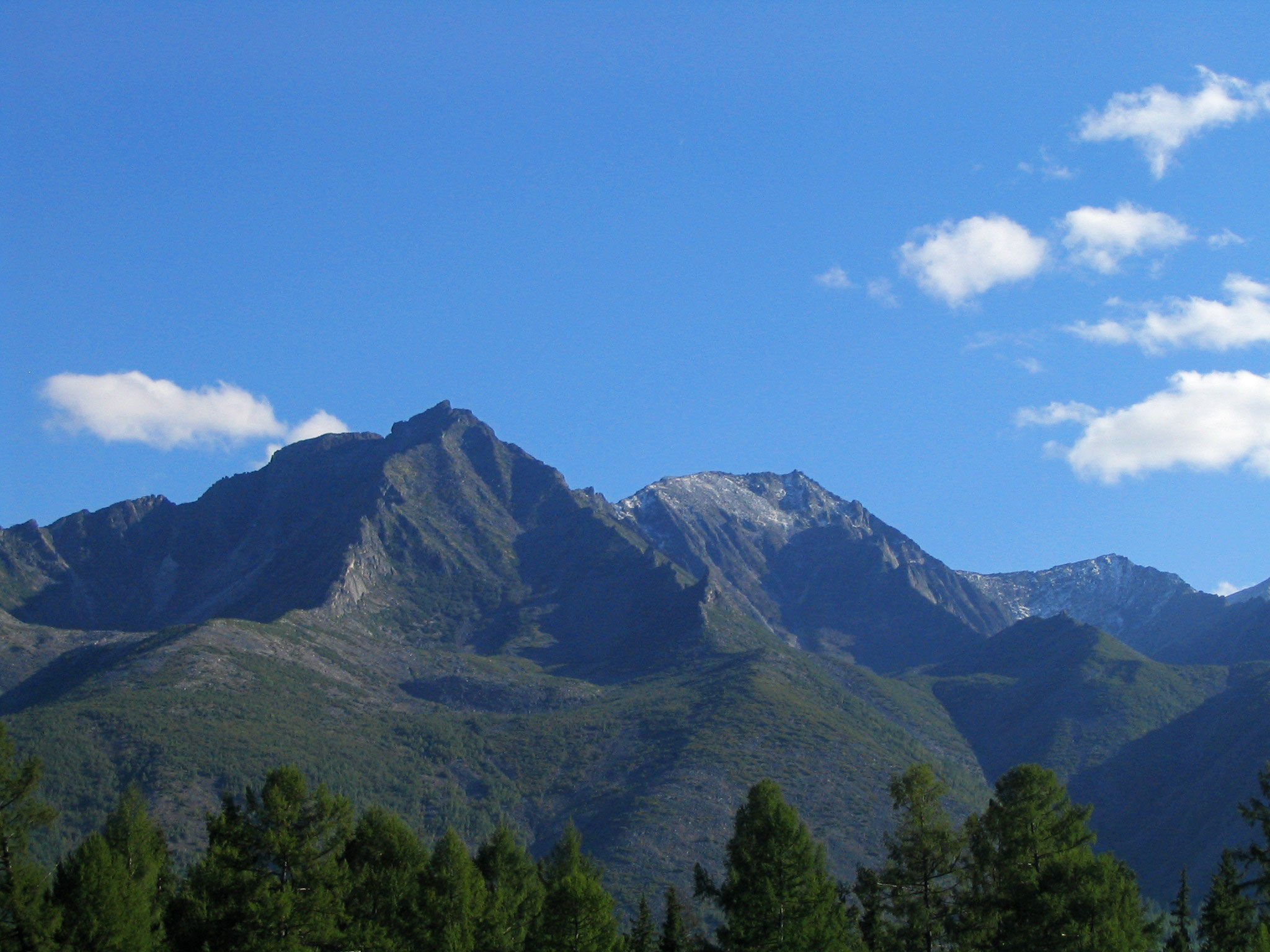
Platoul Stanovoi

Platoul Stanovoi  (rus. Становое нагорье) este un platou înalt muntos, vârful cel mai înalt are altitudinea de 3073 m deasupra n.m.. Ei sunt amplasați în Munții Siberiei de Sud, partea asiatică a Rusiei. Munții se află în Buriația la nord-est de lacul Baikal și la nord de platoul muntos Vitim (rus. Витимское плоскогорье) ce are altitudinea între 1200 – 1600 m, maximum fiind 1753 m. Platoul muntos se întinde pe direcția est-vest pe o lungime de cca. 500 km. Aici se află cursul superior și izvoarele lui Angara. De platou aparțin versanții superiori ai lui Angara Muia, munții Deliun-Uran, Kodar, Udokan și Kalar. Vârful cel mai înalt Pik BAM (3073 m) se află în munții Kodar.